# Chiesa del Dominus Flevit
La chiesa del Dominus Flevit (il Signore pianse) è un luogo di culto cattolico di Gerusalemme, posta sul monte degli Ulivi, appartenente alla Custodia di Terra Santa.

## Storia
La chiesa fu costruita dall'architetto Antonio Barluzzi nel 1955 sui resti di una chiesa bizantina di cui si conservano alcuni mosaici sul pavimento della chiesa attuale, risalenti al VII secolo. Un'iscrizione dello stesso periodo attesta l'esistenza sul luogo di un piccolo monastero oltre ad una cappella, dedicati alla profetessa Anna, di cui parla il vangelo dell'infanzia di Luca (2,36-38).
La denominazione della chiesa ricorda il pianto di Gesù davanti alla città di Gerusalemme, come ricorda ancora l'evangelista Luca (19,42-44): la tradizione di legare a questo luogo l'episodio evangelico risale al XVI secolo. L'interno della chiesa è dominato dalla grande finestra posta sopra l'altare maggiore, da cui si può ammirare un notevole panorama sulla città.
Scavi condotti dai Francescani negli anni cinquanta hanno portato alla luce resti di un'antica necropoli risalente all'epoca romana e bizantina, con una serie di tombe con sarcofagi e ossari; di questi alcuni hanno evidenti segni cristiani e risalgono alla prima comunità giudeo-cristiana di Gerusalemme.